# Lilla Ciechanowska
Lilla Ciechanowska (właściwie Helena Ciechanowska) (ur. 1884 w Warszawie, data śmierci nieznana) – polska malarka, rzeźbiarka tworząca we Francji.

## Życiorys
Opuściła Warszawę w 1904 i wyjechała studiować sztukę w Paryżu. Przed I wojną światową uczestniczyła w Salonie Jesiennym, gdzie wystawiała akwarele, rzeźby i grafiki, w 1914 wzięła udział w Salonie Niezależnych prezentując ceramikę i rzeźby tworzone w gipsie. Wystawiała również z Towarzystwem Artystów Polskich, uczestniczyła w wystawach organizowanych podczas I wojny światowej. W 1922 na wystawie Młodej Polski zorganizowanej w Musee Crillon wystawiła emalie żłobkowe, była razem z Konstantym Brandlem przedstawicielką grupy artystów paryskich.
Lilla Ciechanowska swoje prace sygnowała pseudonimem "Saga", była osobą bardzo oryginalną, ubierała się w repliki starożytnych strojów greckich, nosiła odpowiednio dobraną fryzurę. Jej partnerem życiowym był lekarz parazytolog Jan Danysz (1860-1928), który od 1893 do 1902 kierował w Instytucie Pasteura oddziałem mikrobiologii. 